# FINOM
Finom (Finom Payments B.V.) is een Europees financieel technologiebedrijf, neobank en instelling voor elektronisch geld (EMI) dat bankdiensten en diensten voor financieel beheer voor bedrijven aanbiedt.

## Geschiedenis
Het hoofdkantoor is gevestigd in Amsterdam en werd in 2019 in Nederland opgericht door vier medeoprichters: Andrey Petrov, Oleg Laguta, Konstantin Stiskin en Yakov Novikov. Voordat ze Finom oprichtten, lanceerden ze een in het GOS gevestigde neobank genaamd Modulbank.
In 2020 begon het met het leveren van e-facturatiediensten in Italië, waarna het zijn diensten en nieuwe functionaliteiten uitbreidde naar andere EU-landen zoals Duitsland en Frankrijk.
In 2020 ontving Finom als start-up een Seed Round van €6,5 miljoen van Target Global, met deelname van General Catalyst. Onder de investeerders waren FJLabs, Tamaz Georgadze, Frank Freund, Michael Stephan (medeoprichters van Raisin) en Ilya Kondrashov (oprichter van MarketFinance).
In hetzelfde 2020 trok Finom nog eens €10,3 miljoen aan, voor een totaal van €16,8 miljoen aan opgehaald kapitaal. Dit bedrag was al veiliggesteld vóór de Serie A-financieringsronde van Finom.
In 2021 kreeg Finom zijn eigen EMI-licentie van De Nederlandsche Bank (DNB) om in heel Europa te opereren, terwijl het nog steeds samenwerkt met partnerbanken Treezor (Frankrijk) en Solaris (Duitsland, Italië).
In 2022 trok het bedrijf €33 miljoen aan Series A-financiering aan van interne aandeelhouders zoals Target Global, Entrée Capital, Cogito Capital en General Catalyst.
Begin 2024 haalde Finom €50 miljoen op in een Serie B-financieringsronde onder leiding van de wereldwijd toonaangevende investeringsmaatschappijen General Catalyst en Northzone. Hierdoor heeft Finom meer dan €100 miljoen opgehaald sinds de oprichting van het bedrijf.